# Птихосперма
Птихосперма (лат. Ptychosperma) — род пальм, естественным образом произрастающих на территории Австралии и Новой Гвинеи, встречаются в Микронезии и на Соломоновых островах, некоторые виды культивируются  по всему свету как комнатные или садовые декоративные растения.
Растения с одним или несколькими стройными прямым окольцованным стволами. Листья парно-перистые с линейно-ланцетными листочками, косозубчатыми усеченными. 
Все листья расположены на вершине ствола, бывают сросшиеся. Соцветие размещается под кроной листьев. 
В род включают около 30 видов. 
Некоторые виды:
- Ptychosperma ambiguum (Becc.) Becc. ex Martelli
- Ptychosperma caryotoides Ridl.
- Ptychosperma gracile Labill. typus[1] — Птихосперма изящная
- Ptychosperma macarthurii (H.Wendl. ex H.J.Veitch) H.Wendl. ex Hook.f. — Птихосперма Макартура
- Ptychosperma microcarpum (Burret) Burret
- Ptychosperma nicolai (Sander ex André) Burret
- Ptychosperma salomonense Burret — Птихосперма соломонская